# Смертные муки пришельца
«Улицы Ашкелона» (англ. The Streets of Ashkelon) — фантастический рассказ американского писателя Гарри Гаррисона. Впервые опубликован в 1962 году под названием «Смертные муки пришельца» (An Alien Agony) в № 122 журнала Брайана Олдисса «New Worlds». В британских антологиях выходит под этим названием. Название рассказа взято из строки 1:20 второй книги Самуила Библии, в которой написано: «не возвещайте на улицах Ашкелона».

## Описание сюжета
Торговец Джон Гарт уединённо живёт на дикой планете Вескер, населённой разумной расой человекоподобных низкорослых амфибий. Несмотря на то, что вескеряне по развитию находятся в каменном веке, они напрочь лишены религии и суеверий, опираются на разум, очень смышлёны, рассудительны и трудолюбивы, постоянно чему-то учатся у Гарта, ведущего с ним торговлю.
Старый знакомый Гарта Синдх доставляет на планету пассажира. К негодованию Гарта им оказывается священник-миссионер отец Марк. Гарту не удаётся убедить священника, жаждущего нести веру инопланетянам и спасать их души, не трогать вескерян. Священник рассказывает аборигенам о вере и щедро делится информацией в отличие от Гарта, заставляющего отрабатывать каждую крупицу переданных им знаний. Вескеряне оставляют Гарта и перебегают к Марку, работают на строительстве церкви и слушают его проповеди.
Однажды вескерянин Итин приглашает Гарта на собрание в недавно построенной церкви. Взволнованные аборигены указывают, что в книгах Гарта не упоминается о Боге, и просят отца Марка и Гарта объяснить, как же на самом деле всё устроено. Они просят отца Марка, чтобы Бог послал им чудо и развеял их сомнения. Священник, предлагает своей пастве просто верить в Бога без всяких доказательств. Гарт предлагает аборигенам воспользоваться научным методом, подтвердив свои гипотезы экспериментально. Итин отвечает, что они так и сделают. Увидев картинку распятия в Библии, на которую указывает Итин, Гарт понимает чудовищный замысел вескерян, но слишком поздно: несмотря на отчаянное сопротивление торговца, вескеряне связывают и оглушают его, а отца Марка распинают на кресте.
Ночью Итин освобождает Гарта, рассказывает, что вескеряне выбирают для него казнь из Библии за гибель вескерянина, и предлагает землянину бежать с планеты. Он с надеждой спрашивает торговца: воскреснет ли отец Марк на небе? На что Гарт с плачем отвечает, что Марк мёртв, а вескеряне, бывшие безгрешными, стали теперь убийцами.

## Критика
Американский писатель Пол ди Филиппо рассматривает рассказ как ответ на роман Джеймса Блиша «Дело совести». 
Американский писатель и критик Пол Кук описывает рассказ как «горькую иронию» и «один из грустнейших фантастических рассказов, когда-либо написанных». Он заявил, что рассказ «в своём роде увеличивает доверие к духу Главной директивы» (невмешательства в дела инопланетян).

## Признание
В дальнейшем рассказ публиковался свыше 30 раз, в том числе в антологиях и академических учебниках, был переведён на 14 языков. По оценке критика научной фантастики Пола Томлинсона, помогавшего с запуском официального веб-сайта Гаррисона, «Улицы Ашкелона» — наиболее публиковавшийся рассказ автора.
Гаррисон опубликовал рассказ в антологии Джудит Меррил, содержащей рассказы, каким-то образом нарушающие общественные табу: главные герои «Улицы Ашкелона» — атеист и наивный миссионер. Когда проект Меррил провалился, Гаррисон вышел на другие рынки, но ни один американский издатель не принял этот рассказ, поэтому Гаррисону пришлось выйти на британский рынок. Рассказ был опубликован американским издателем только шесть лет спустя.